# Buscando un beso a medianoche
Buscando un beso a medianoche (en inglés, In search of a midnight kiss) es una película independiente estadounidense de 2007 dirigida por Alex Holdridge y protagonizada por Scoot McNairy y Sara Simmonds.
Fue estrenada en el Festival de Cine de Tribeca, Nueva York, el 27 de abril de 2007.

## Argumento
Ya casi termina el año en Los Ángeles y Wilson a sus 29 años no tiene nadie que vaya a besarle cuando llegue ese momento. Animado por su mejor amigo Jacob y su novia Min, Wilson dejará un anuncio en una página de contactos; Vivian, una extraña chica de Texas responderá a ese anuncio, haciéndoles pasar a ambos una de las noches más especiales de su vida.